# Saint-Martin-de-Hinx
Saint-Martin-de-Hinx là một xã, thuộc tỉnh Landes trong vùng Nouvelle-Aquitaine. Xã này có diện tích 25,48 km², dân số năm 2006 là 1101 người. Xã này nằm ở khu vực có độ cao trung bình 30 mét trên mực nước biển.

## Biến động dân số
| Năm | 1962 | 1968 | 1975 | 1982 | 1990 | 1999 | 2006  |
| --- | ---- | ---- | ---- | ---- | ---- | ---- | ----- |
| Dân số | 827  | 786  | 715  | 748  | 837  | 938  | 1 101 |
| From the year 1962 on: No double counting—residents of multiple communes (e.g. students and military personnel) are counted only once. |      |      |      |      |      |      |       |